# Rue des Orphelines
La rue des Orphelines est une voie de la commune de Nancy, au sein du département de Meurthe-et-Moselle, en région Lorraine.

## Situation et accès
La voie, d'une direction générale est-ouest, est placée dans le périmètre de la Ville-neuve, à proximité du parc Charles III et de la rue éponyme. La rue des Orphelines appartient administrativement au quartier Charles III - Centre Ville.
Son extrémité orientale au carrefour partagé avec les rues des Fabriques et Drouin, la rue des Orphelines aboutit perpendiculairement à la rue Jeannot. La voie croise quelques mètres après son début la rue du Manège, puis ne rencontre pas d'autre voie.
La chaussée routière est à sens unique est-ouest sur toute sa longueur, une priorité à droite marquant la fin de la voie à l'intersection avec la rue Jeannot. La chaussée est bordée du côté impair de la rue par une rangée de places de stationnement.
Les stations du réseau Stan les plus proches sont les arrêts “St Nicolas” de la ligne Citadine no 1 ou “Cathédrale ” de la ligne de Tramway no T1.

## Origine du nom
Elle porte ce nom à cause de la maison Sainte-Élisabeth, fondée en 1715 par le duc Léopold, pour élever un certain nombre de jeunes filles orphelines. La principale fondatrice de la Maison des Orphelines est Françoise Catherine Croiset, dame de Heillecourt, veuve de Zénobi Vireau de Sombreuil, gentilhomme de Léopold.

## Historique
La rue est créée au début du XVIIe siècle avec le recul vers l'Est, en 1605, des remparts de Charles III de Lorraine. Elle est alors dans l'alignement de la rue Lacordaire pour relier les remparts au nouveau quartier de la Ville-Neuve.
Après avoir porté les noms de « rue derrière les Tiercelins », « rue Confucius » en 1793, « rue de la Gendarmerie » en 1795 elle prend le nom de « rue des Orphelines » au début du XVIIe siècle puis définitivement en 1814.

## Bâtiments remarquables et lieux de mémoire
- La maison des Orphelines est fondée en 1715 par plusieurs dames pieuses dont Catherine Croiset maîtresse du duc Charles IV. L'église, construite en 1730, est dédiée à sainte Élisabeth de Hongrie et l'œuvre destinée à l'éducation des jeunes filles pauvres et orphelines, inscrite au titre des monuments historiques[4]. L'institution se réorganise, en 1818, avec les religieuses de la Doctrine Chrétienne. Elle abrite, à présent, l'École Technique Sainte-Élisabeth[2].

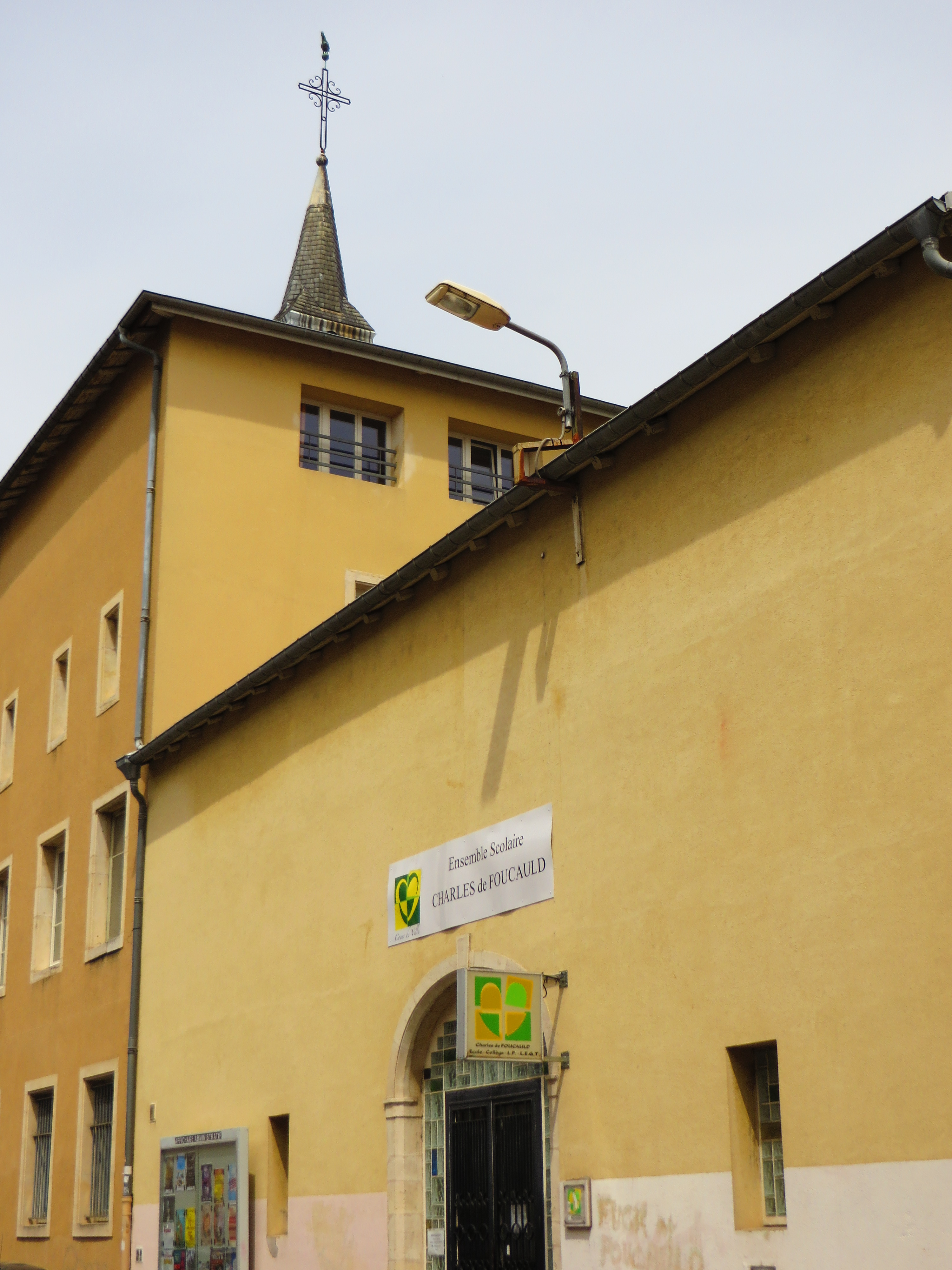
Chapelle de l'ancienne Maison des Orphelines.